# Еріх Абрагам
Еріх Макс Роберт Абрагам (нім. Erich Max Robert Abraham; 16 листопада 1921 — 8 грудня 1943) — німецький офіцер, обер-лейтенант резерву вермахту. Кавалер Лицарського хреста Залізного хреста.

## Звання
- Єфрейтор (22 січня 1943)
- Лейтенант (8 грудня 1943)
- Обер-лейтенант резерву (10 лютого 1944; посмертно)

## Нагороди
- Залізний хрест
  - 2-го класу (5 серпня 1943)
  - 1-го класу (3 вересня 1943)
- Штурмовий піхотний знак
- Нагрудний знак «За поранення» в чорному
- Лицарський хрест Залізного хреста (20 січня 1944; посмертно) — як лейтенант резерву і офіцер 2-ї роти 13-го танково-гренадерського полку 5-ї танкової дивізії.